# Thomas F. Dixon Jr.
Œuvres principales
- The Leopard's Spots (1905)
- The Clansman (1905)
- The Traitor (1907)

Thomas Frederick Dixon, Jr., né le 11 janvier 1864 à Shelby (Caroline du Nord) et mort le 3 avril 1946 à Raleigh (Caroline du Nord), est un pasteur baptiste, un dramaturge, un orateur, élu à l'Assemblée de Caroline du Nord, avocat et écrivain américain.
Son œuvre la plus connue étant sans doute The Clansman (en) qui est la source du scénario de Naissance d'une nation, le film de David Wark Griffith sorti en 1915.

## Biographie

### Jeunesse
Thomas F. Dixon, Jr. est le fils de Thomas F. Dixon, Sr. et d'Amanda Elvira McAfee.
Son père, fermier et pasteur baptiste, hérite d'un certain nombre d'esclaves. Quoique lui-même non-abolitionniste, il ne veut pas posséder d'esclaves et il est inquiet que de nouveaux propriétaires puissent les maltraiter,.
Pendant son adolescence, Dixon Jr. aide à la ferme familiale, une expérience qu'il a détestée, mais qui lui servira plus tard dans ses écrits sur les travailleurs,. Il grandit pendant la Reconstruction après la guerre de Sécession, et les confiscations des terres par le gouvernement, la corruption des politiciens locaux, l'attitude des troupes fédérales, le transforment en un farouche opposant à ce qu'il appellera une des plus grandes tragédies de l'Histoire.
Ce qui suit est peut-être l’événement le plus important de cette période. Une femme, veuve d'un soldat confédéré, vient leur demander de l'aide car sa fille aurait été violée par un Noir. Cette même nuit, le Ku Klux Klan pend le violeur présumé sur la place du village. La mère de Dixon lui dit alors « The Klan are our people ; they're guarding us from harm. » ("Le Klan est notre peuple ; il nous protège du mal"). Ce moment se grave dans sa mémoire, et il considère dès lors que l'action du Klan est juste et que des temps désespérés appellent des mesures désespérées.
Son père, Thomas Dixon Sr., et son oncle, Leroy McAfee, un ancien colonel confédéré, rejoignent le Ku Klux Klan naissant dans le but de ramener l'ordre, et le Colonel McAfee obtient même le grade de chef du Klan de la région du Piedmont Triad de Caroline du Nord. Mais, témoins de la corruption et des scandales internes au Klan, ils le quittent quelques années plus tard,.

### Éducation
En 1877, Dixon Jr. entre à Shelby Academy, et il obtient son diplôme en seulement deux ans. En septembre 1879, il intègre l'université de Wake Forest où il étudie l'histoire et les sciences politiques. Très bon étudiant, il obtient son master en quatre ans. Il a de tels résultats que l'université lui décerne la plus haute distinction. Après Wake Forest, Dixon obtient une bourse pour suivre les cours de sciences politiques à l'Université Johns-Hopkins. Il y rencontre le futur président Woodrow Wilson avec lequel il se lie d'amitié,,. En janvier 1884, malgré les objections de W. Wilson, Dixon quitte Johns Hopkins pour tenter une carrière de comédien.
Il se rend à New York et s'inscrit à la Frobisher School pour étudier l'art dramatique, mais son apparence physique (68 kg pour 1,90 m) pose problème. Un producteur lui fait remarquer qu'il n'aura pas de succès en tant qu'acteur, mais qu'avec son intelligence et son attention aux détails il devrait plutôt écrire pour la scène,.
De retour à Shelby, Dixon réalise rapidement que ce n'est pas l'endroit adéquat pour cultiver ses talents de dramaturge. Encouragé par son père, il s'inscrit alors à l'école de droit de Greensboro et obtient son diplôme en 1885.

### Vie de famille
Dixon se marie une première fois avec Harriet Bussey en mars 1886. Le jeune couple s'enfuit à Montgomery (Alabama), le père d'Harriet ayant refusé son consentement. Ils ont trois enfants : Thomas III, Louise, et Gordon. Harriet meurt en décembre 1937. En février 1939, alors que Dixon a une hémorragie cérébrale, il épouse sur son lit d'hôpital Madelyn Clare, une actrice qui avait joué dans l'adaptation d'un de ses romans. Ils sont enterrés ensemble dans le Sunset Cemetery de Shelby (Caroline du Nord).
Son frère, le prêcheur Amzi Clarence Dixon, est célèbre pour avoir aidé à l'édition de The Fundamentals (en), une série d'articles qui ont influencé les fondamentalistes chrétiens.

## Carrière

### Politique
C'est pendant ses études de droit que Dixon Sr. convainc Thomas Jr. d'entrer en politique. Après son diplôme, Dixon Jr. se présente pour un siège à l'Assemblée de Caroline du Nord. Bien que n'ayant que 20 ans, et donc dépourvu du droit de vote, il est élu, cette victoire étant attribuée à son grand talent oratoire,. Mais il quitte la politique après seulement une législature. Dégouté par la corruption et les accords en sous-main des législateurs, traitant même les politiciens de "prostituées". Toutefois, même si elle a été courte, sa carrière politique lui vaut un popularité dans le Sud pour son action en faveur de la reconnaissance des droits des vétérans confédérés.
Après cet épisode en politique, Dixon pratique le droit privé pendant une courte période, mais il y trouve peu de satisfaction.

### Prêches
Dixon est ordonné pasteur baptiste le 6 octobre 1886, et il est affecté à Greensboro, où il avait suivi des études de droit.
Mais il déménage rapidement sa paroisse à Goldsboro (Caroline du Nord). Cette ville avait été marquée par le passage des troupes du Général Sherman lors de leur marche vers le sud et par les exactions commises par des soldats de l'armée de l'Union qui y ont stationné après la guerre. D'anciens confédérés devinrent membres du Klan pour combattre ce "règne de terreur".
En avril 1887, Dixon déménage à Raleigh. Sa popularité augmente rapidement et on lui offre le ministère de l'église de Dudley Street à Boston (Massachusetts). Ses capacités d'orateur sont reconnues. Bien que prêchant à Boston, on lui demande de faire le discours annuel d'inauguration à Wake Forest. On lui propose même d'en être docteur honoris causa. Il refuse mais propose à la place un presque inconnu, son ami Woodrow Wilson, dont il loue tellement les mérites qu'un journaliste en parle dans un journal national.
En août 1889, Dixon accepte un poste à New York, où il va prêcher auprès des hautes sphères, comme John D. Rockefeller ou Theodore Roosevelt (il aidera d'ailleurs ce dernier dans sa campagne pour être élu gouverneur de l'État de New York).
Cependant, après quelques années, Dixon décide de quitter son église et devient prêcheur itinérant. Il trouve alors sa voie, on le considère même comme le meilleur orateur du pays. Il trouve un écho particulier dans le Sud, lorsqu'il évoque la situation critique des travailleurs et les horreurs de la Reconstruction. C'est lors d'une de ces tournées qu'il assiste à une version théâtrale de La Case de l'oncle Tom de Harriet Beecher Stowe. Il a du mal à retenir sa colère devant ce qu'il considère une représentation trompeuse des habitants du Sud. Dixon décide alors qu'il faut écrire la "vraie histoire" du Sud. Il écrit son premier roman The Leopard's Spots (en) en 1902, où il reprend divers personnages du roman de Stowe,.

### Écrits

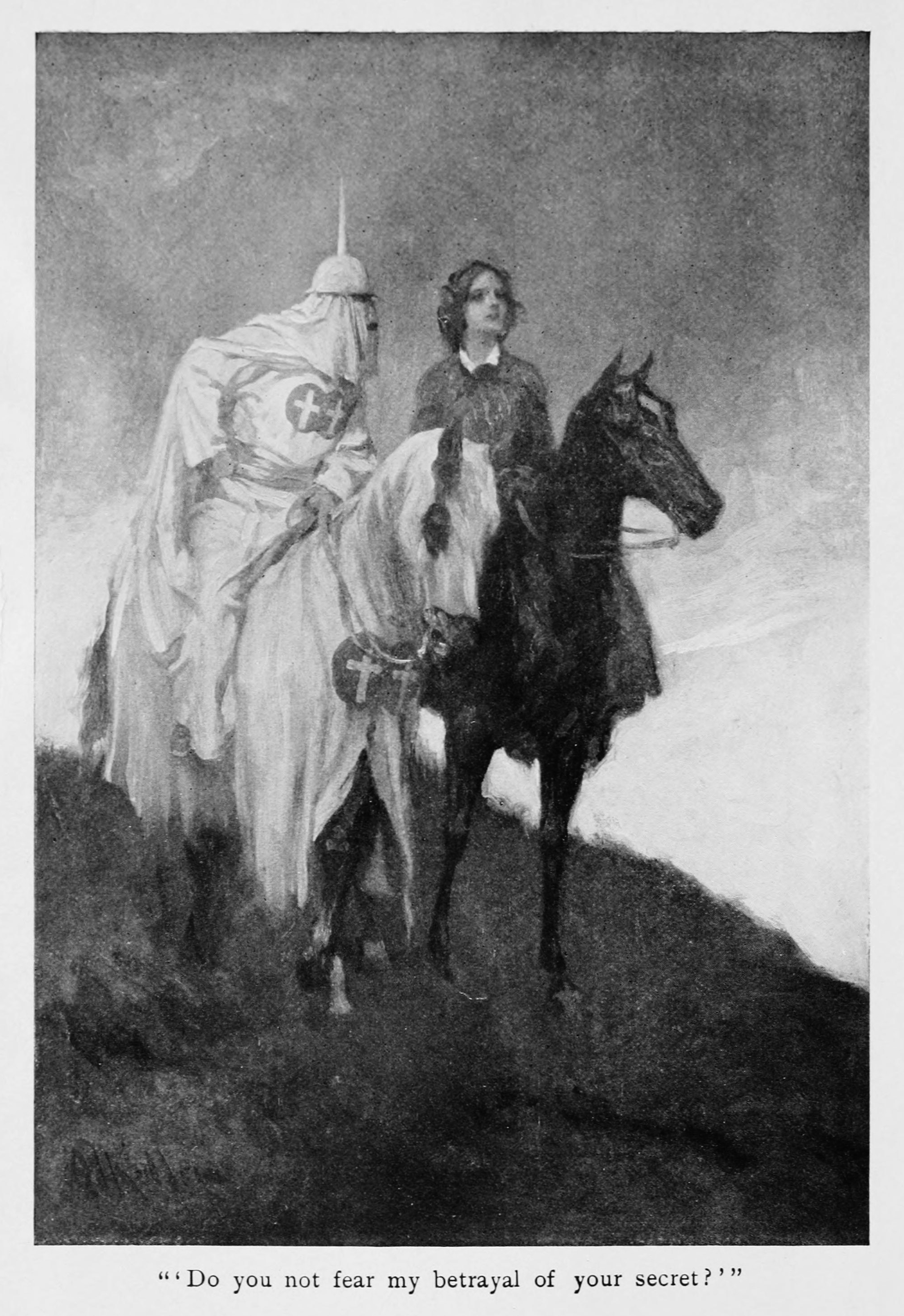
Première édition de The Clansman.

Sa "Trilogie de la Reconstruction" regroupe The Leopard's Spots, The Clansman et The Traitor. Dans ces romans à succès, qui présentent une fiction comme des faits historiques réels, Dixon utilise une romance sur fond historique pour présenter les Nègres comme inférieurs aux Blancs et glorifier le Sud de la période précédant la Guerre de Sécession. Tout en s'opposant à l'esclavage, il croit en la ségrégation.
Dixon écrit aussi à propos des dangers du socialisme, notamment dans sa trilogie : The One Woman (1903), Comrades (1909), et The Root of Evil (1911), qui traite aussi des problèmes liés au capitalisme industriel moderne.
Au cinéma, The Clansman sert de base à Naissance d'une nation, réalisé par David Wark Griffith (1915) et son livre Comrades est adapté sous le titre Bolshevism on Trial (en) par Harley Knoles (1919).
On retrouve trois thèmes principaux dans ses œuvres, que ce soient dans les sermons, les pièces de théâtre, les romans : le besoin d'une pureté raciale, les dangers du socialisme, et la nécessité d'une famille stable où la femme/mère garde un rôle traditionnel. Un autre thème récurrent de ses romans est la violence envers les femmes blanches, la plupart du temps, mais pas toujours, du fait d'un homme noir du Sud. Il écrit son dernier roman The Flaming Sword en 1939, et il meurt peu après d'une hémorragie cérébrale,.

### Attitude envers le Ku Klux Klan
Bien que n'ayant jamais abandonné sa croyance en la suprématie blanche, Dixon n'aime pas le Klan moderne. Il considère qu'il s'agit de bigoterie et que cela ne ressemble en aucun cas au Klan de la période de la Reconstruction. Il trouve que l'antisémitisme est une « idiotie », faisant remarquer que la mère de Jésus était juive, et il loue la loyauté des Catholiques.

## Œuvres

### Romans
- 1902 : The Leopard's Spots
- 1903 : The One Woman: A Story of Modern Utopia
  - adapté sous le titre The One Woman, réalisé par Reginald Barker (1918
- 1905 : The Clansman: An Historical Romance of the Ku Klux Klan
  - adapté sous le titre Naissance d'une nation, réalisé par David Wark Griffith (1915)
- 1905 : The Life Worth Living
- 1907 : The Traitor
- 1909 : Comrades: A Story of Social Adventure in California
  - adapté sous le titre Bolshevism on Trial, réalisé par Harley Knoles (1919)
- 1911 : The Root of Evil
- 1912 : The Sins of the Father: A Romance of the South
- 1913 : The Southerner: A Romance of the Real Lincoln
- 1914 : The Victim: A Romance of the Real Jefferson Davis
- 1915 : The Foolish Virgin
  - adapté sous le titre La vierge folle, réalisé par Albert Capellani (1916)
  - adapté sous le titre The Foolish Virgin, réalisé par George W. Hill (1924)
- 1916 : The Fall of a Nation
  - adapté sous le titre The Fall of a Nation, réalisé par Thomas F. Dixon, Jr. (1916)
- 1918 : The Way of a Man
- 1920 : A Man of the People: A Drama of Abraham Lincoln
- 1921 : The Man in Gray: A Romance of North and South
- 1939 : The Flaming Sword

### Filmographie

#### comme scénariste
- 1916 : The Fall of a Nation (en)
- 1921 : Bring Him In (en) de Robert Ensminger et Earle Williams
- 1921 : Where Men Are Men (en) de William Duncan
- 1921 : Janette poupée chinoise (en) (Wing Toy) d'Howard M. Mitchell
- 1922 : Thelma (en) de Chester Bennett
- 1922 : Mark of the Beast (en)
- 1924 : The Brass Bowl (en) de Jerome Storm
- 1924 : Jackie romancière (en) (Great Diamond Mystery) de Denison Clift
- 1924 : The Painted Lady de Chester Bennett
- 1925 : The Trail Rider (en) de W. S. Van Dyke
- 1925 : The Champion of Lost Causes (en) de Chester Bennett
- 1926 : The Gentle Cyclone (en) de W. S. Van Dyke

#### comme réalisateur
- 1916 : The Fall of a Nation (en)
- 1922 : Mark of the Beast (en)

#### comme acteur
- 1913 : Pauline Cushman, the Federal Spy d'Oscar Eagle (en) : Major O'Neill
- 1913 : Poison Ivy de Harry Fetterer
- 1912 : A Freight Train Drama de Francis Boggs
- 1912 : Two Gay Dogs de Chauncy D. Herbert : Dickens